# 鈴木Cultus
鈴木Cultus（日语：スズキ・カルタス）乃日本鈴木公司1983年至2003年間開發製造的次緊湊型車（subcompact）或緊湊型轎車，自第一代起外銷版稱為鈴木Swift。

## 概要
1981年美國汽車巨擘通用汽車購入鈴木的股票，雙方開始合作關係；全盛時期時前者甚至持有後者20.4%的股權。由於前者採行集團共用車型的政策，這部Cultus在世界各地出現許多兄弟車：吉優Metro、雪佛蘭Sprint/Metro、霍頓Barina等，各車款皆採用通用S平台。1992年臺灣太子汽車將之國產化，定名為鈴木福星。1999年中國大陸長安鈴木將之國產化，取名為長安鈴木羚羊。
車名「Cultus」來自英語膜拜之意的「cult」、文化之意的「culture」，期許此車款「具有思想的汽車便是文化」。

## 歷史

### 第一代（SA系 1983年-1988年）
1983年 - 與通用汽車合作的結果，10月新開發的Cultus在日本市場上市。底盤平台為通用S平台，搭載1.0L直列三缸SOHC G10型引擎，採前置前驅方式，車體則為三門掀背車。為了降低製造成本，許多元件流用輕型車鈴木Alto，於湖西第二工廠製造組裝。早期日規版與外銷版的頭燈設計出現了些許差異：高級車型的頭燈玻璃罩向前傾斜，與水箱罩對齊，但入門車型的頭燈則是凹陷進去的。
1984年 - 追加一具1.3L直列四缸SOHC G13A型引擎，並新增3速自排變速箱。至於原先1.0L引擎，則新增渦輪增壓之選擇。
1985年 - 以「鈴木Forsa」之名開始在加拿大、美國（為數不多）、厄瓜多爾、智利等地上市，銷售成績比兄弟車雪佛蘭Sprint或龐帝克Firefly都還要亮眼。原廠一開始並未以Forsa進軍美國本土，反而先打入夏威夷、關島、北馬里亞納群島等地。
1986年 - 進行小改款，頭燈改為鹵素燈泡，水箱罩造型改變，後輪懸吊系統改成ITL獨立拖曳連桿（isolated trailing link之縮寫），儀表板形式亦換新。同時原廠代號AA33S的性能化「GTi」車型正式面世，一律採手排變速箱、三門掀背式的設定，且搭載具有電子燃油噴射裝置的1.3L直列四缸DOHC G13B型引擎；外觀方面包含前下巴、側裙、擾流尾翼、電動調整後照鏡等配備。
同年6月鈴木以五門掀背車型OEM供應給五十鈴汽車，這款商用車五十鈴Geminett的原廠代號為「AA43Z」，最大的不同在於保險桿與車身同色、廠徽標誌、水箱罩造型以及加裝煞車增壓器。直到1988年9月，五十鈴Geminett II（原型車為第三代速霸陸Leone五門旅行車車型）上市後才停止OEM代工。
1988年 - 鈴木位於巴基斯坦的子公司巴基鈴木公司下線生產此車款，稱之為「鈴木Khyber」，配置1.0L G10型引擎。

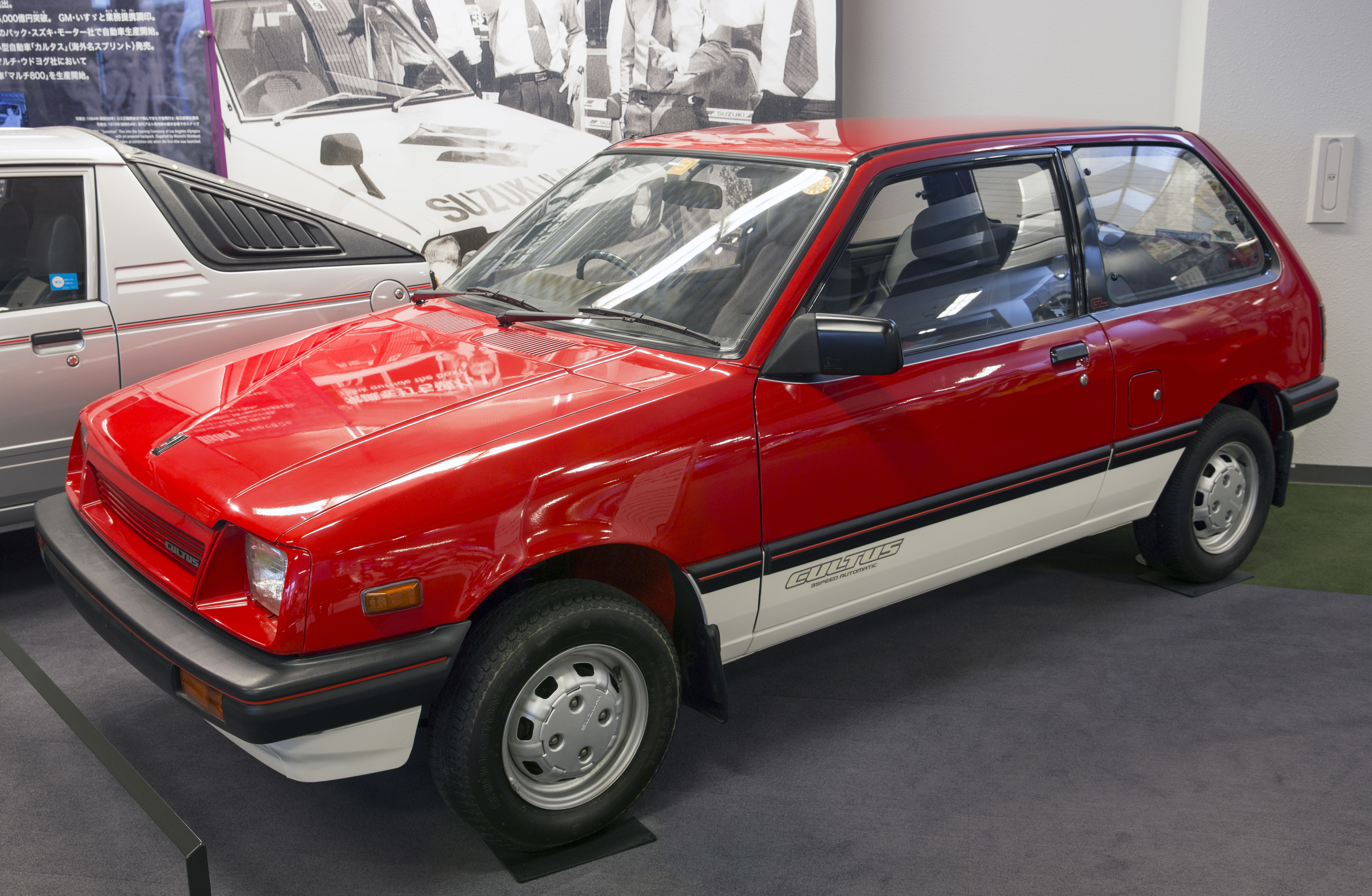
日規版車頭
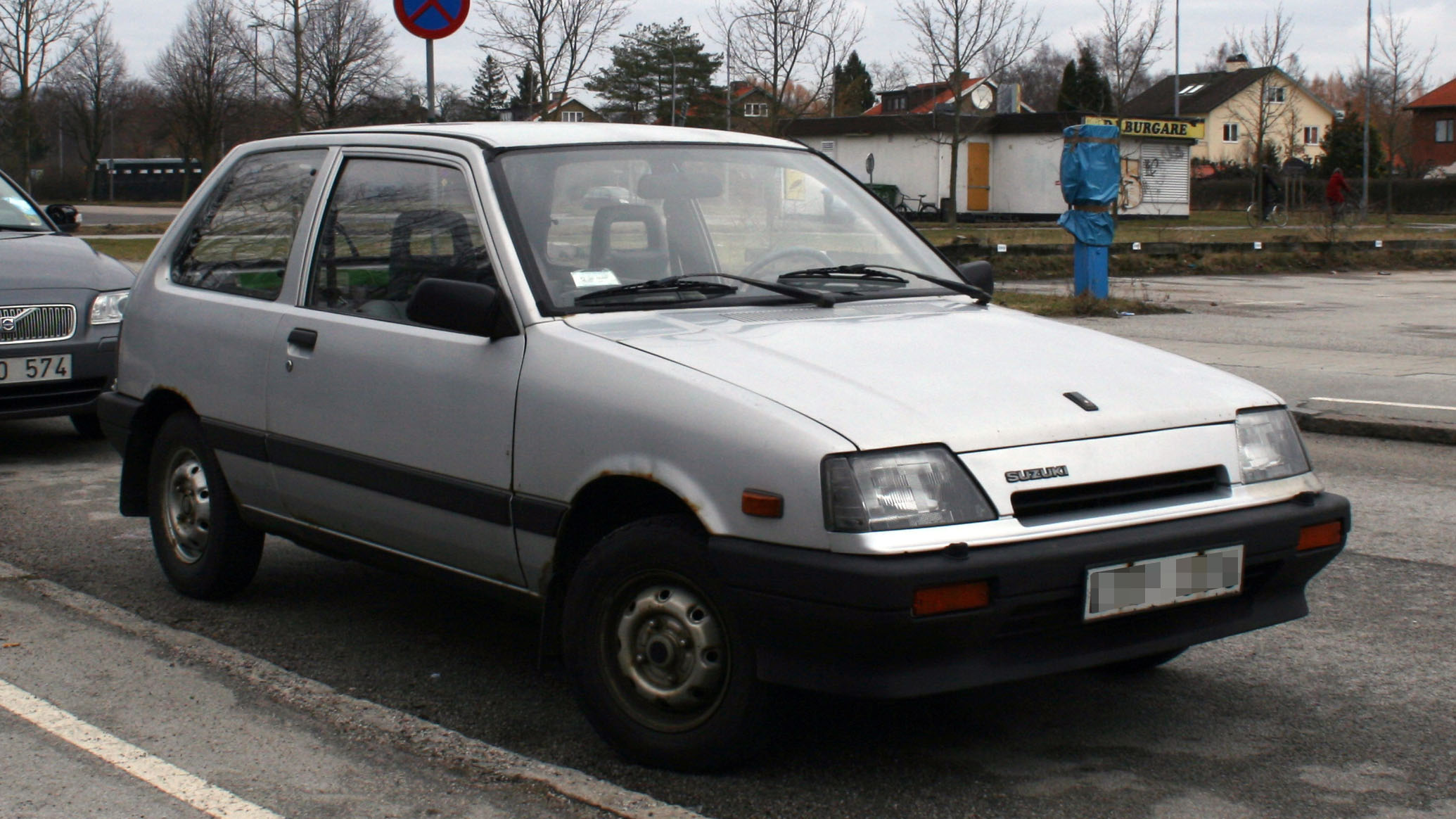
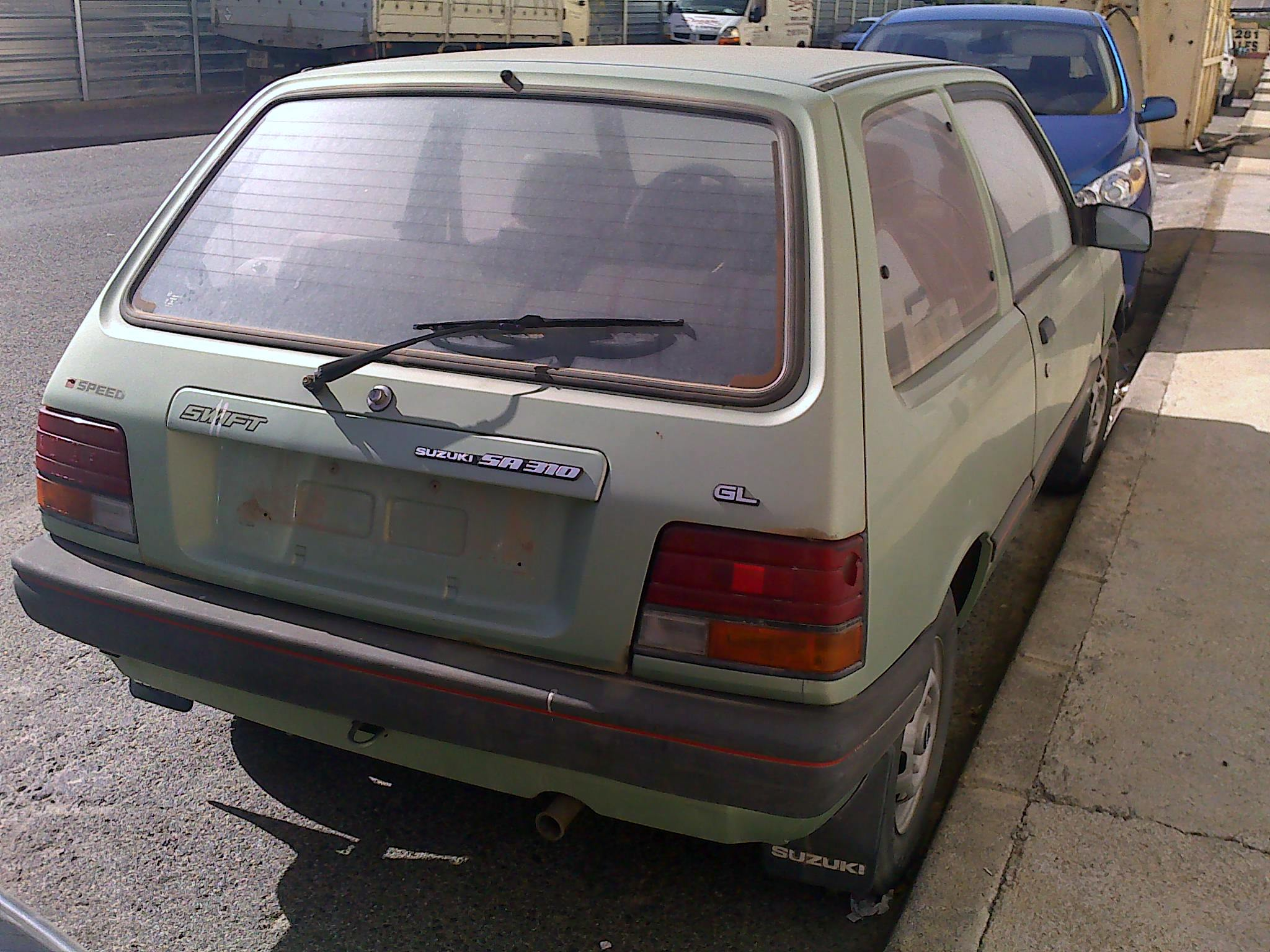
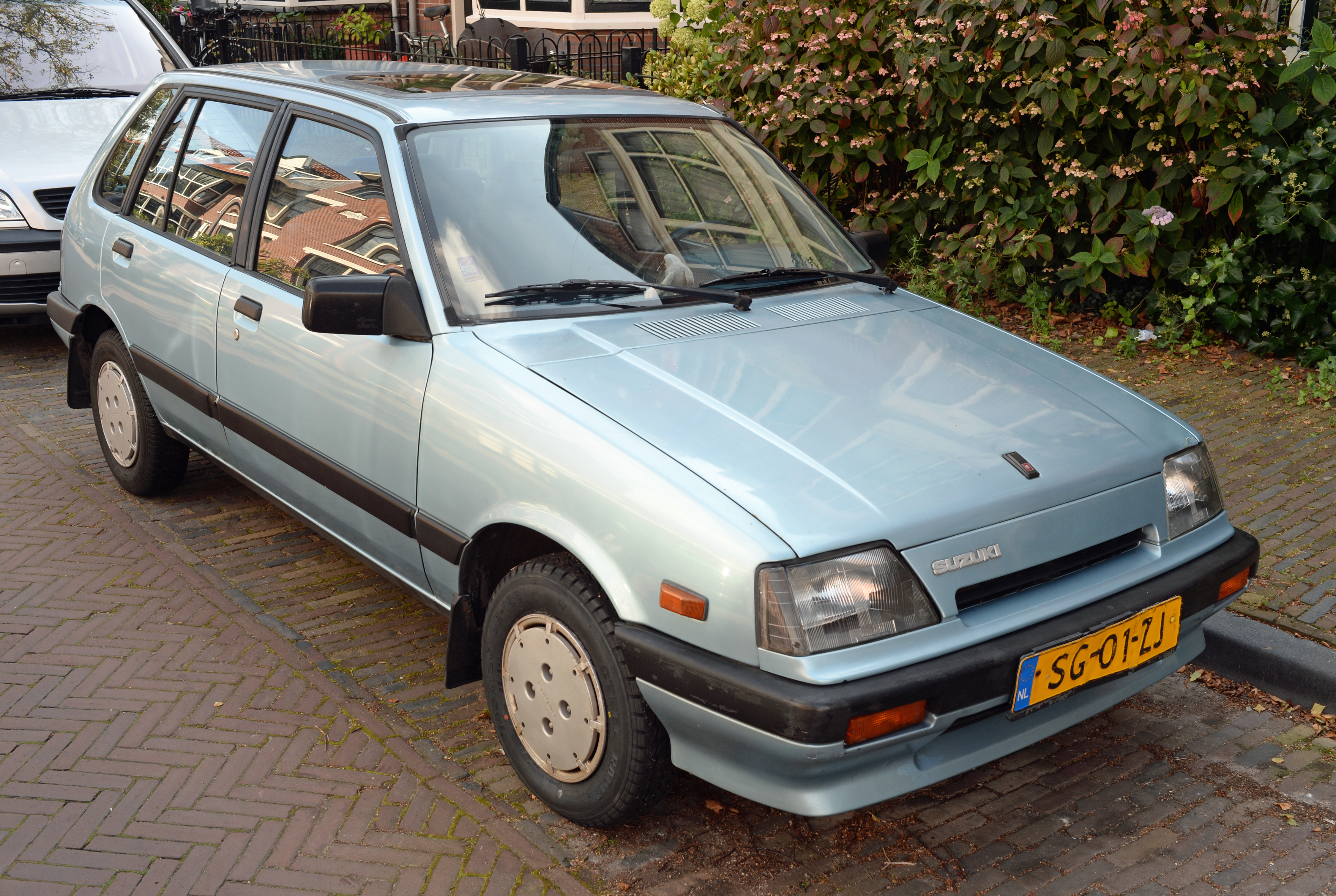
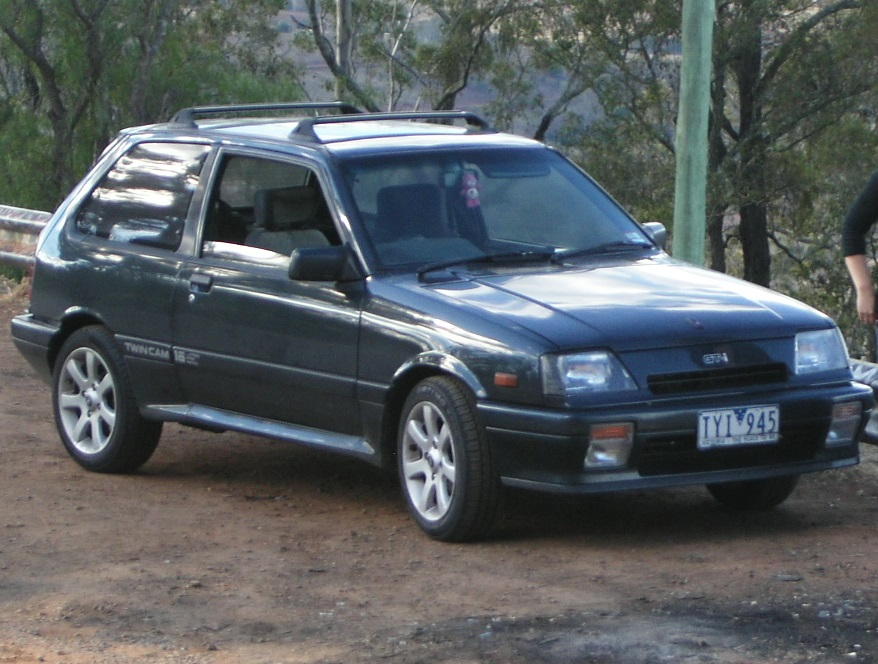
GTi車型
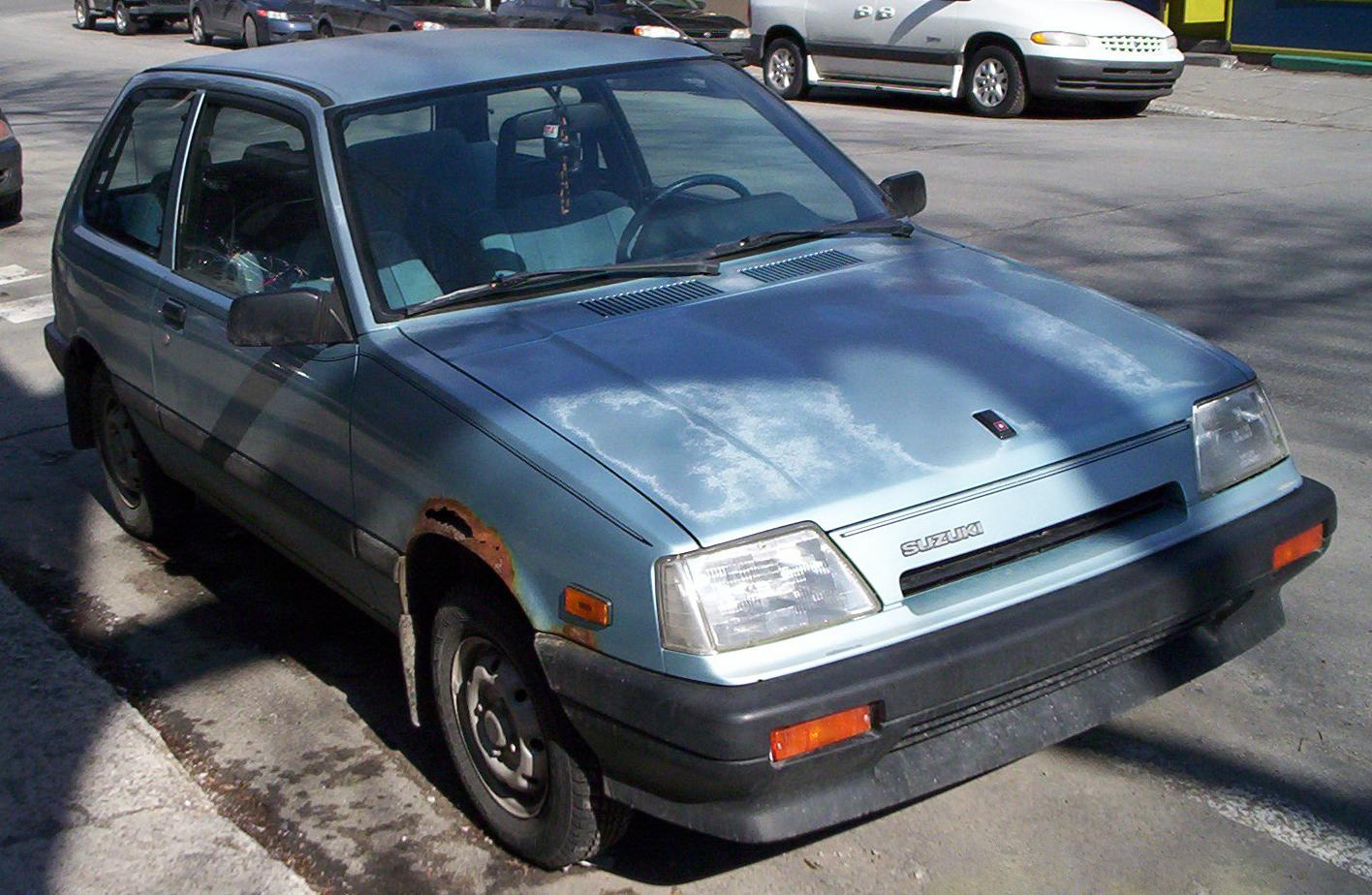
鈴木Forsa
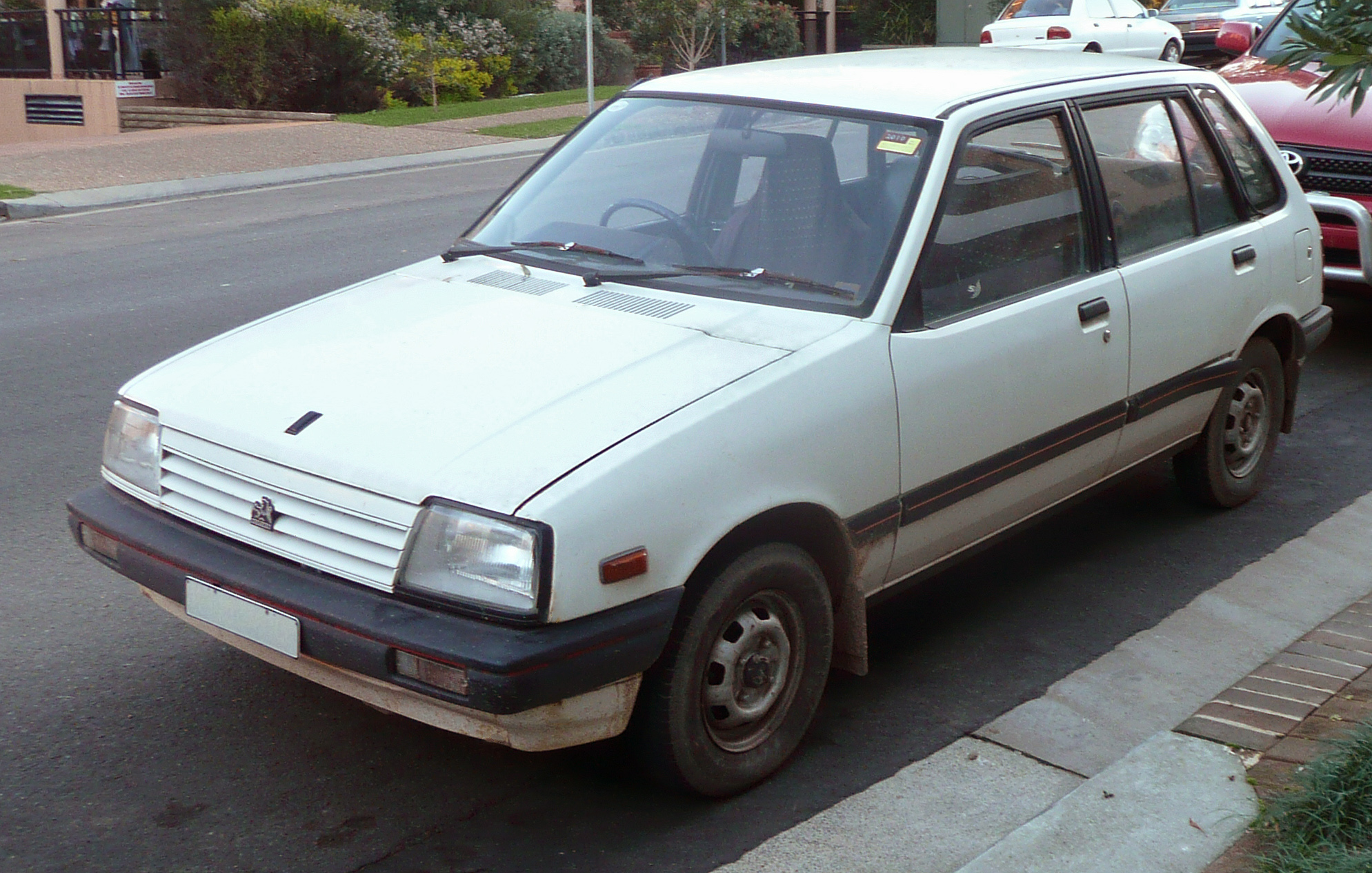
霍頓Barina
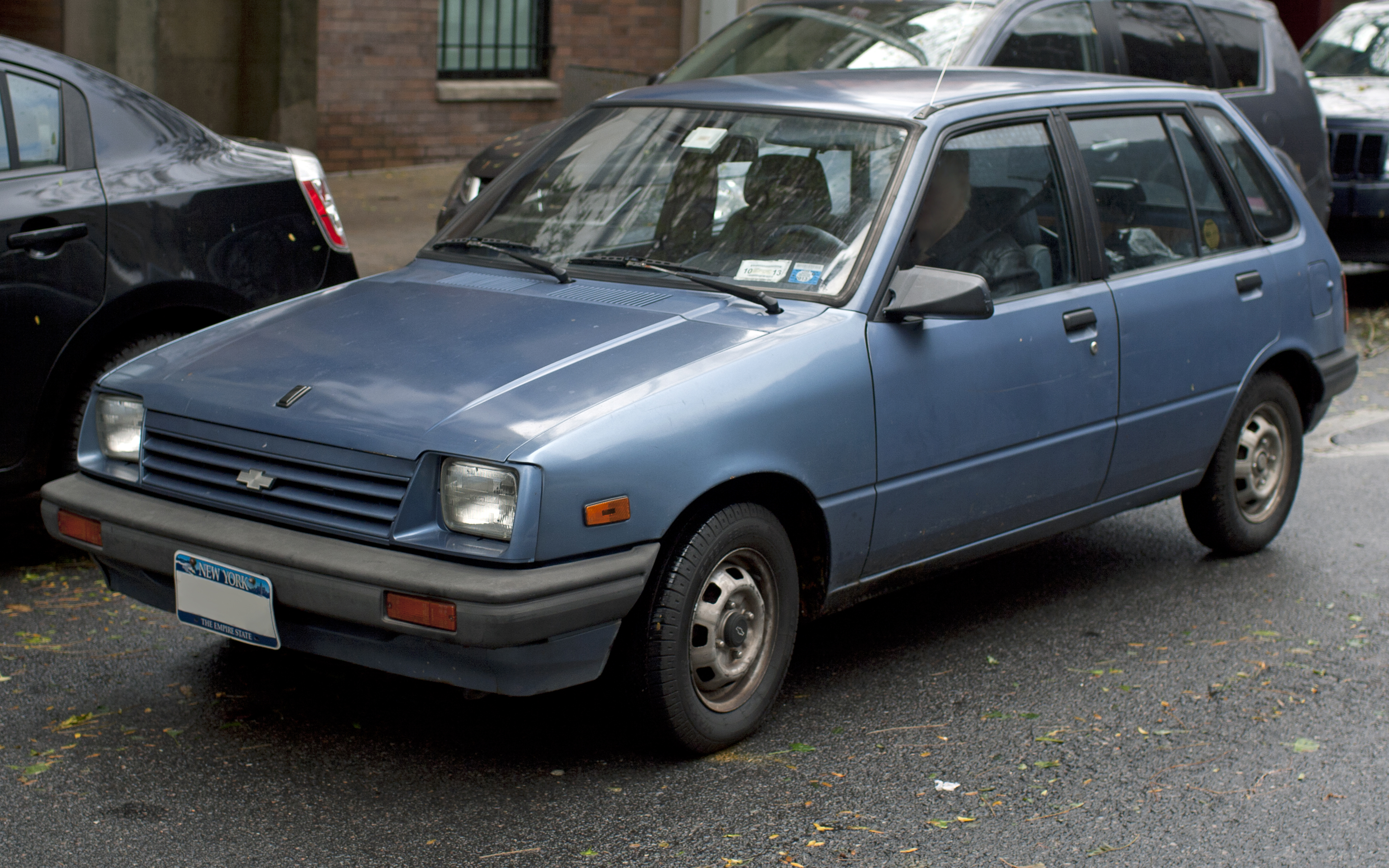
雪佛蘭Sprint

### 第二代（SF系 1988年-1999年）
1988年 - 延續前代「平價版世界戰略車」的概念，9月正式大改款，但在日本市場仍與第一代同時販售。外銷版仍稱「鈴木Swift」，至於北美洲市場則由通用汽車製造販售其兄弟車吉優Metro、龐蒂克Firefly等。動力來源採用1.0L直列三缸SOHC G10型、1.3L直列四缸SOHC G13BA型以及稍後推出的1.6L直列四缸SOHC G16A型引擎（限四門轎車車型）。本代仍推出高性能版「GTi」三門掀背車型，所搭載的1.3L直列四缸SOHC G13B型引擎具有中空凸輪軸、鑄造汽缸體、新式進氣歧管（前代的進氣歧管因形狀奇特，與引擎組裝時容易產生扞格）、ECU以電子控制點火正時等，而且配置四輪碟煞系統、全車空力套件等。此外，本代另發售雙門敞篷車車型，為了作出區隔，1.0L車型沒有進氣壩的設計，1.3L車型的頭燈設計則稍微不同；此款車型專供外銷。
1989年 - 6月推出三廂式四門轎車「Cultus Esteem」， 搭載1.3L和1.6L等二種動力心臟。這是鈴木公司自1969年發售鈴木Fronte 800以來，再度推出三廂式四門轎車。在此同時推出流行設計師小篠弘子設計的「Yoshino Hiroko Limited」特別仕樣車，配置其設計的座椅內裝。同年為了在汽車稅制上更具競爭力，以1.5L直列四缸SOHC G15A型引擎取代1.6L G16A型。
1990年 - 由鈴木公司與印度國營企業共同出資的馬魯蒂·烏德酉葛公司（馬魯蒂鈴木公司前身）開始於該地生產「馬魯蒂1000」，原型車即為第二代Cultus。
1992年 - 臺灣太子汽車將第二代Cultus國產化上市，僅有四門轎車，排氣量分成1.3L和1.6L兩種設定，定名為「鈴木福星」。同年由於雙門敞篷車車型在北美洲市場取得佳績，2月返回日本當地上市。值得注意的是此車型安置美國博格華納供應的SCVT無段自動變速器，乃鈴木公司史上第一個配置CVT變速系統的車款。這種CVT乃由濕式多板離合器搭配無聲鏈組成，濕式離合器、夾緊力和速比變化全由電子控制。
1994年 - 雙門敞篷車車型停產，同年霍頓Barina大改款，改以同屬通用汽車集團的歐寶汽車供應換牌的歐寶Corsa。在此同時，鈴木的匈牙利工廠馬札爾鈴木公司以第二代Cultus代工製造成第二代速霸陸Justy，以供應速霸陸汽車在歐洲的銷售。
1995年 - 1月日本正式發售Cultus的高級車型「Cultus Crescent」，包括三門掀背車（1.3L、1.5L）、四門轎車（1.5L、1.6L）。因為此車型的外銷車名取為「鈴木Esteem」，故日本境內的三廂式四門轎車「Cultus Esteem」停止販售。
1999年 - 9月中國長安鈴木將第二代Cultus國產化，並取名為「長安羚羊（代號SC7100型）」，搭載化油器版的1.0L G10型引擎。2000年北京車展上長安鈴木宣佈代號SC7101型的羚羊改成電子燃油噴射裝置，翌年9月推出搭載1.3L G13A型（代號SC7130型）。接著2003年6月、2007年9月、2009年5月分別針對外觀、內裝進行修改，直到2015年才停售。

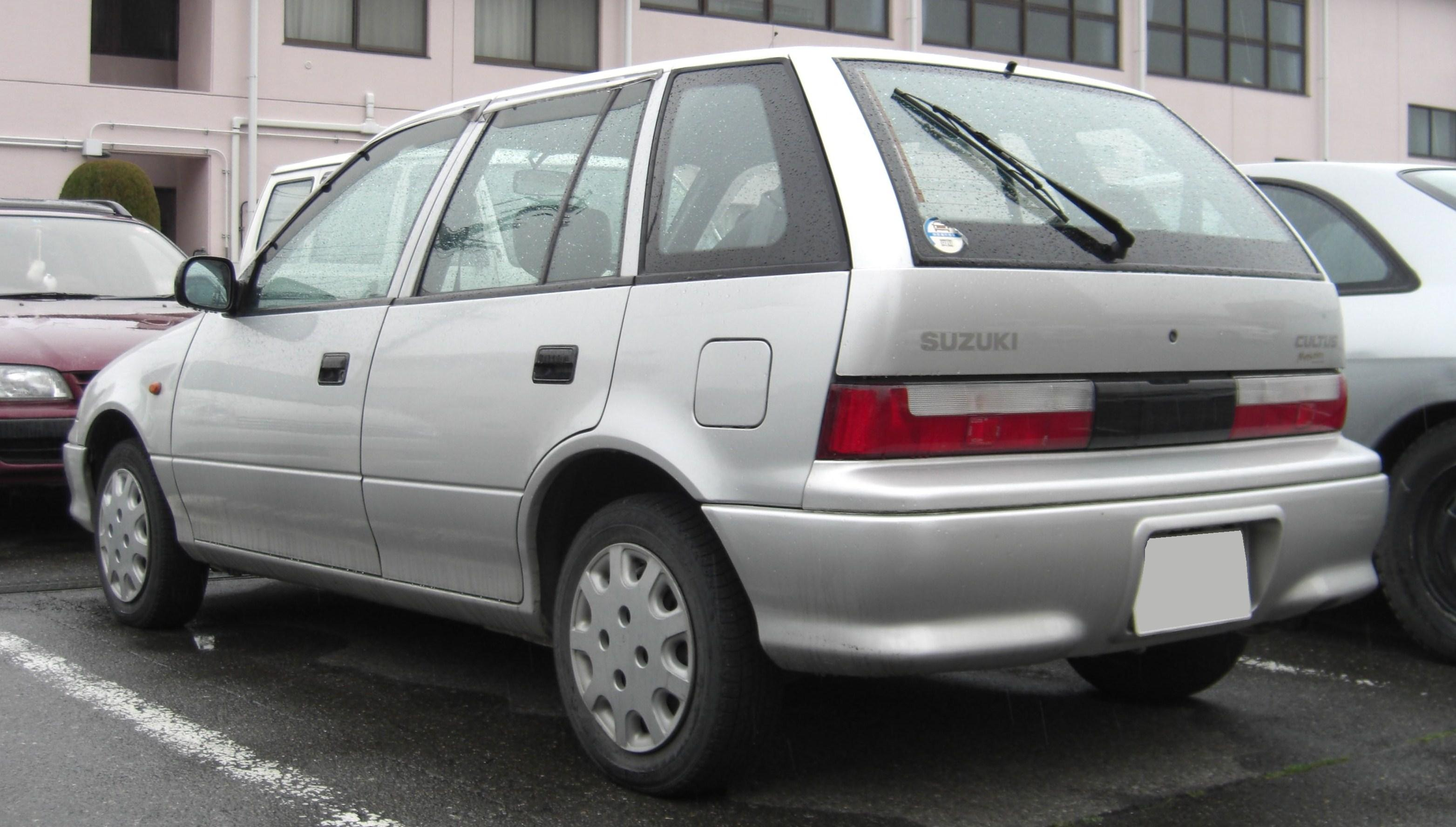
五門掀背車車尾
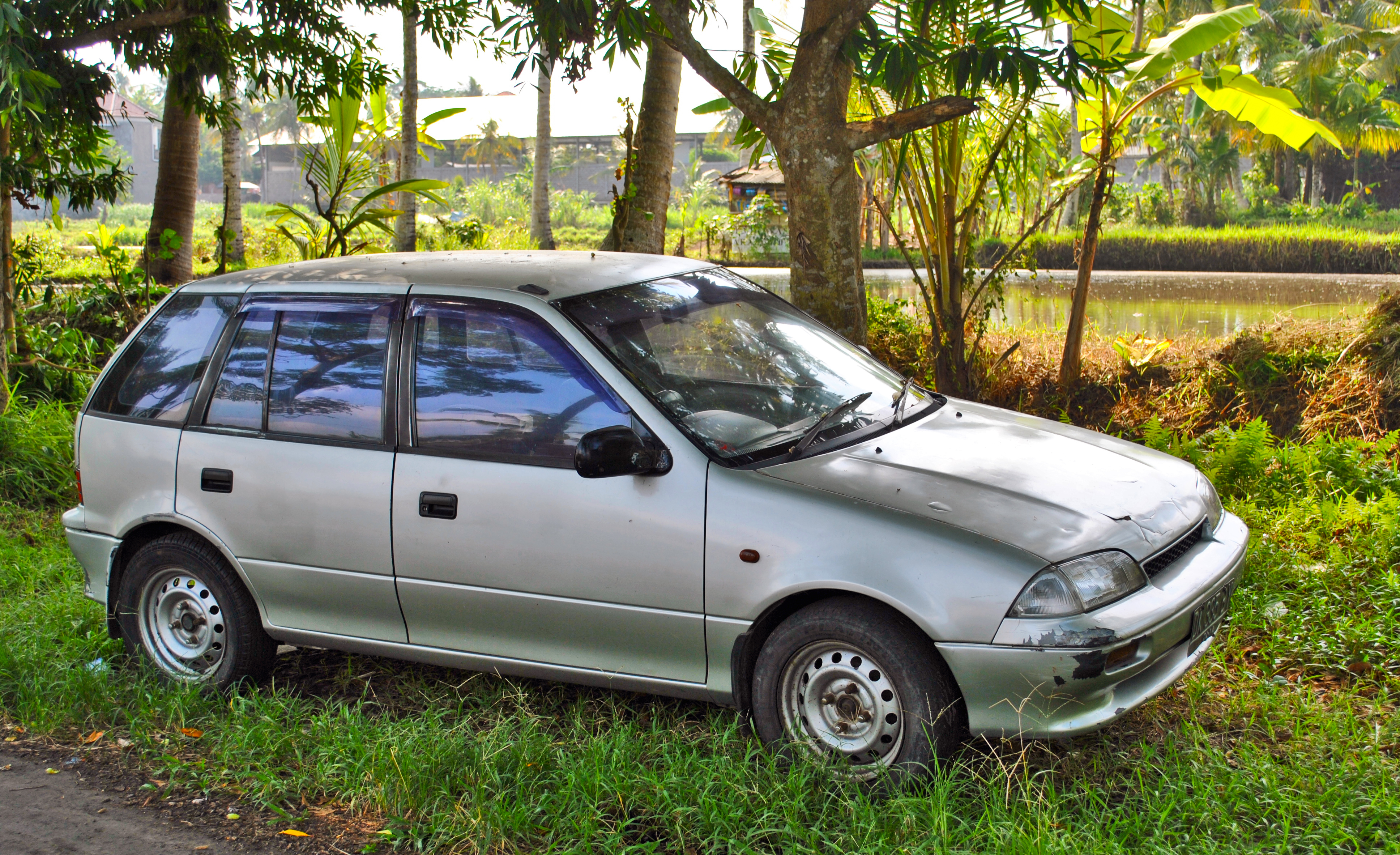
印尼鈴木Amenity
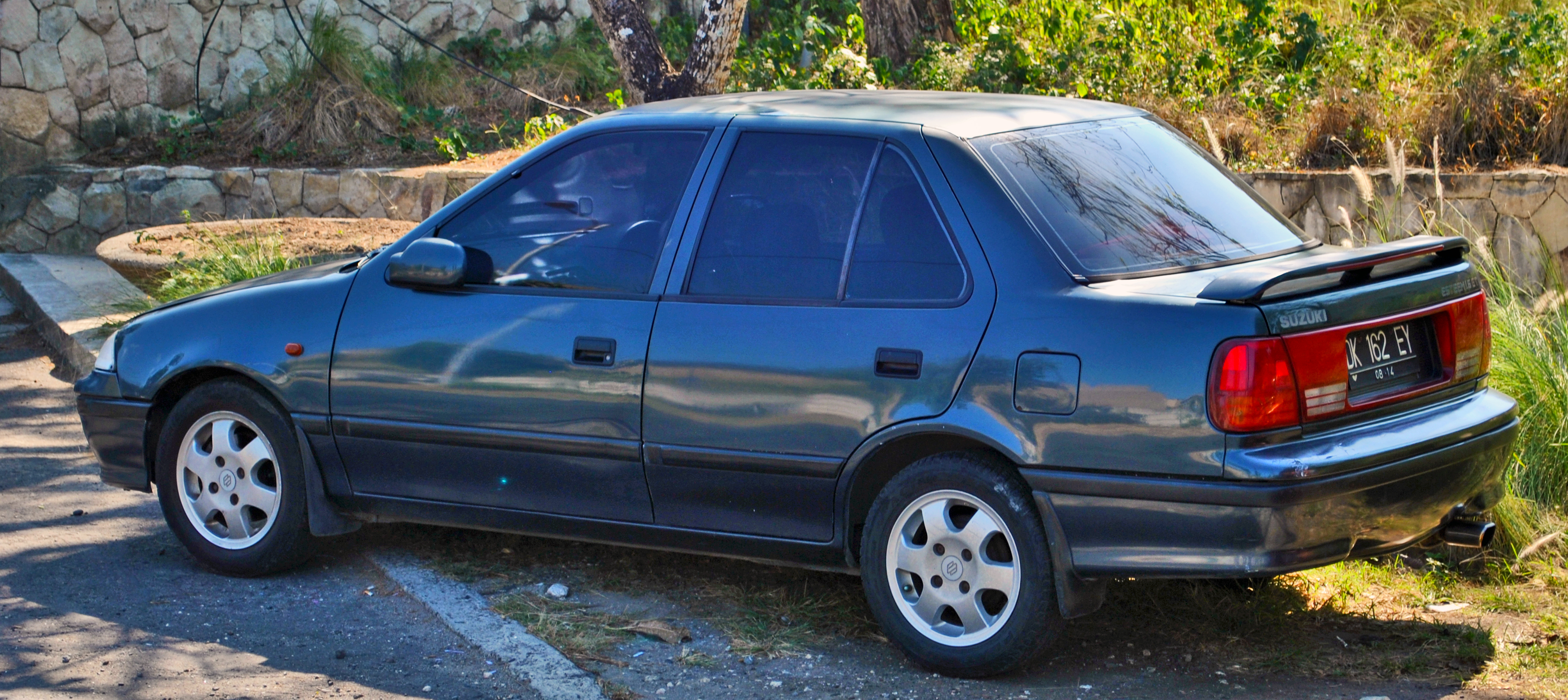
印尼鈴木Esteem
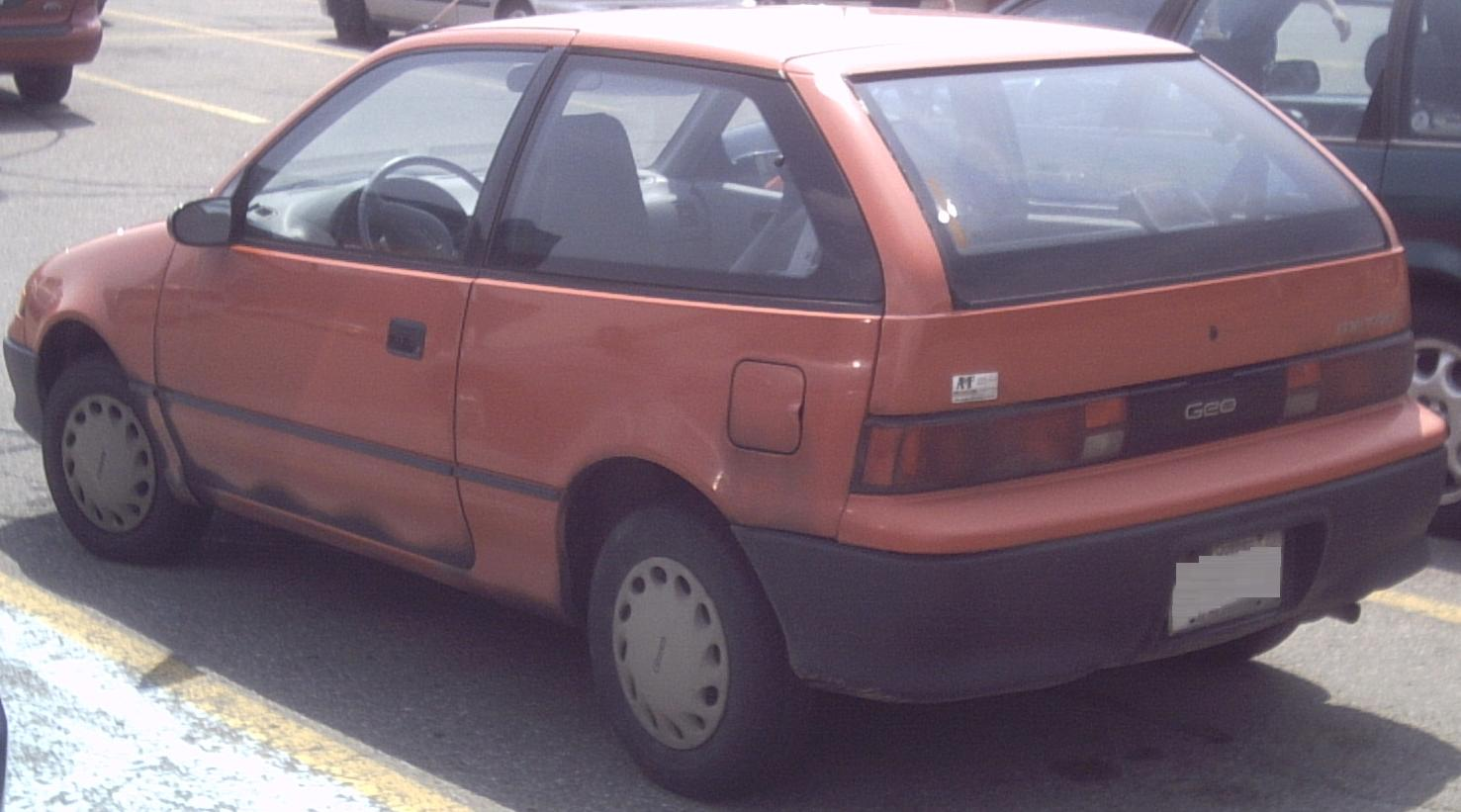
吉優Metro
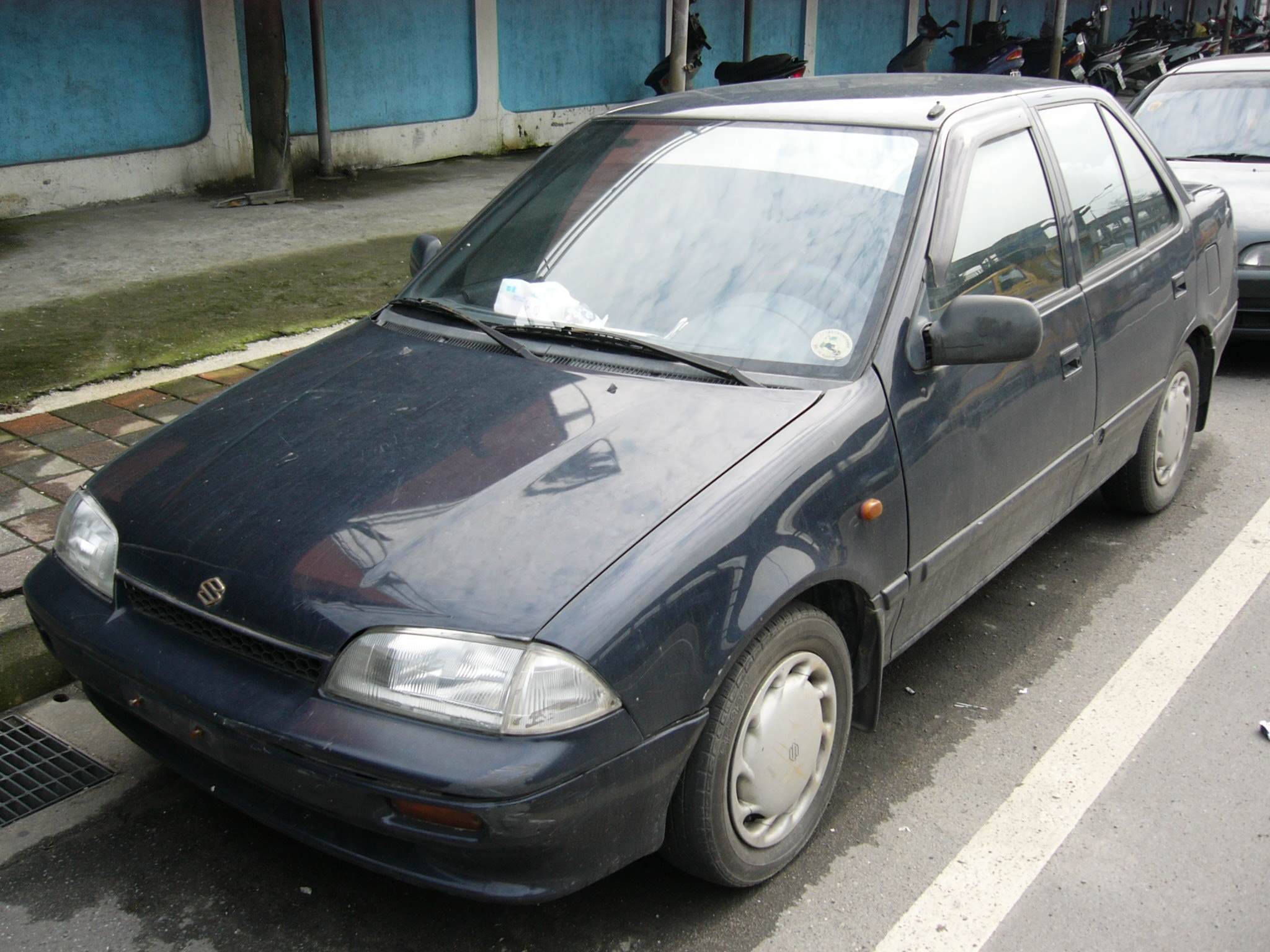
臺灣版車頭
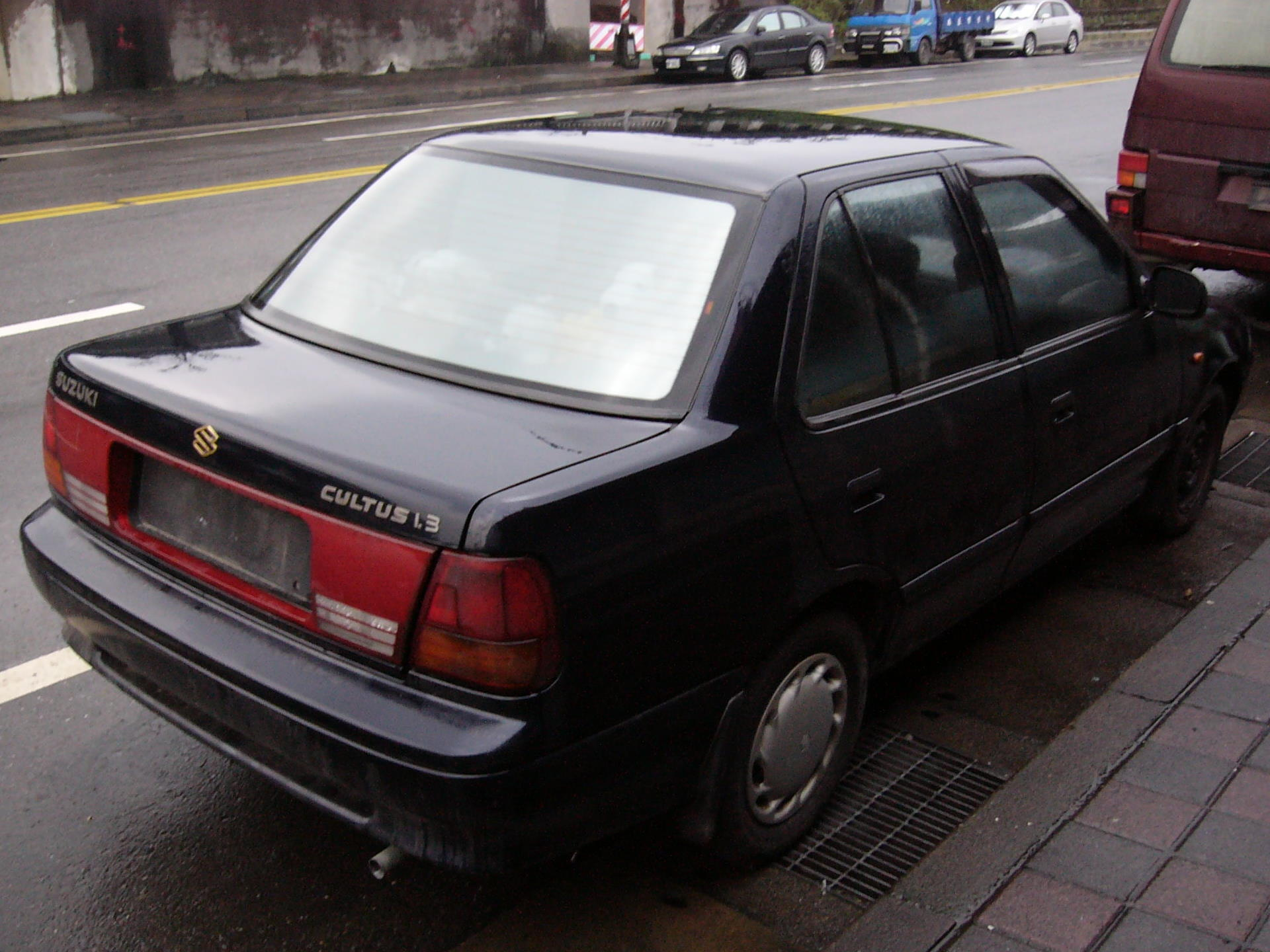
臺灣版車尾
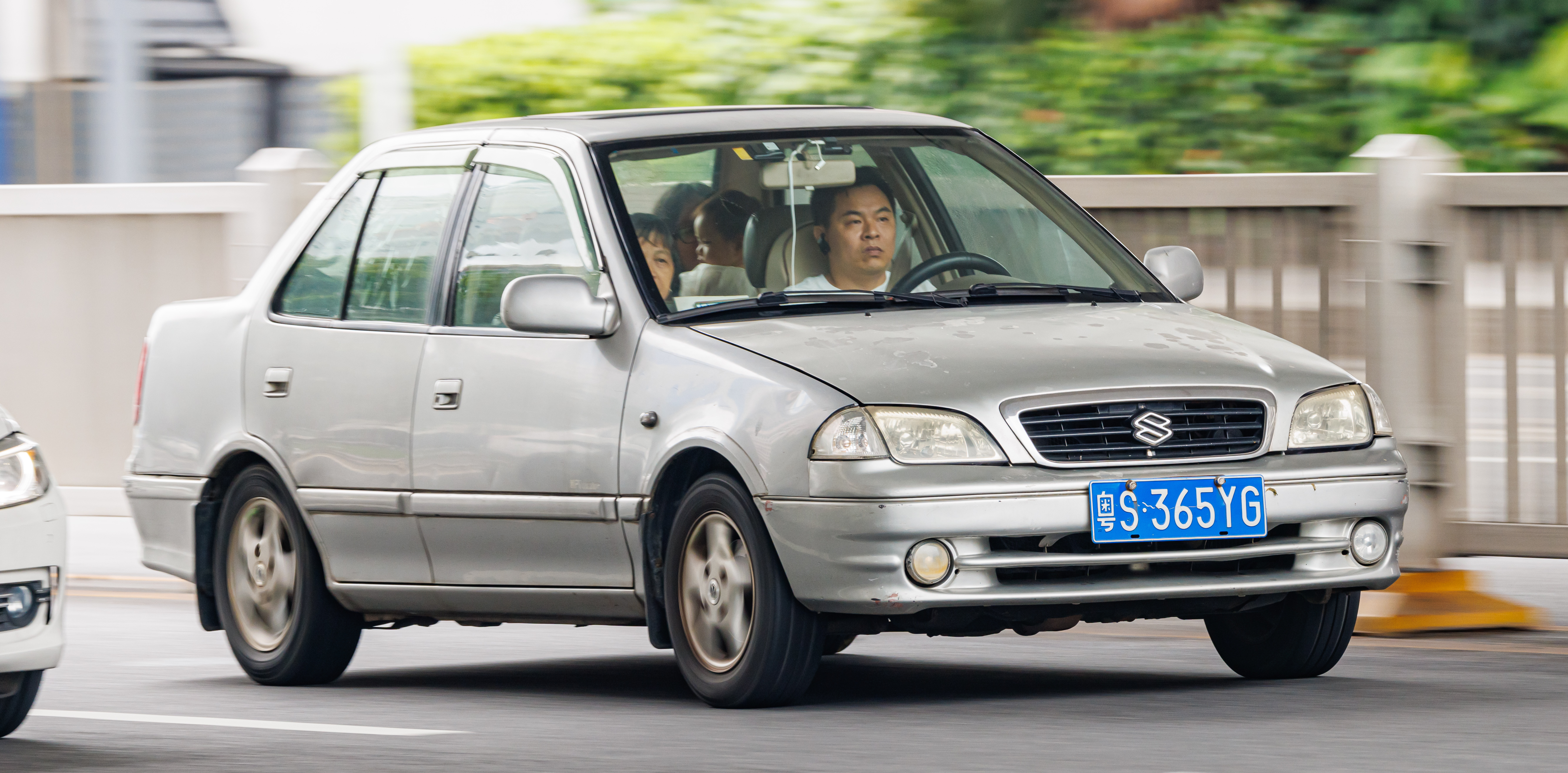
中國長安鈴木羚羊
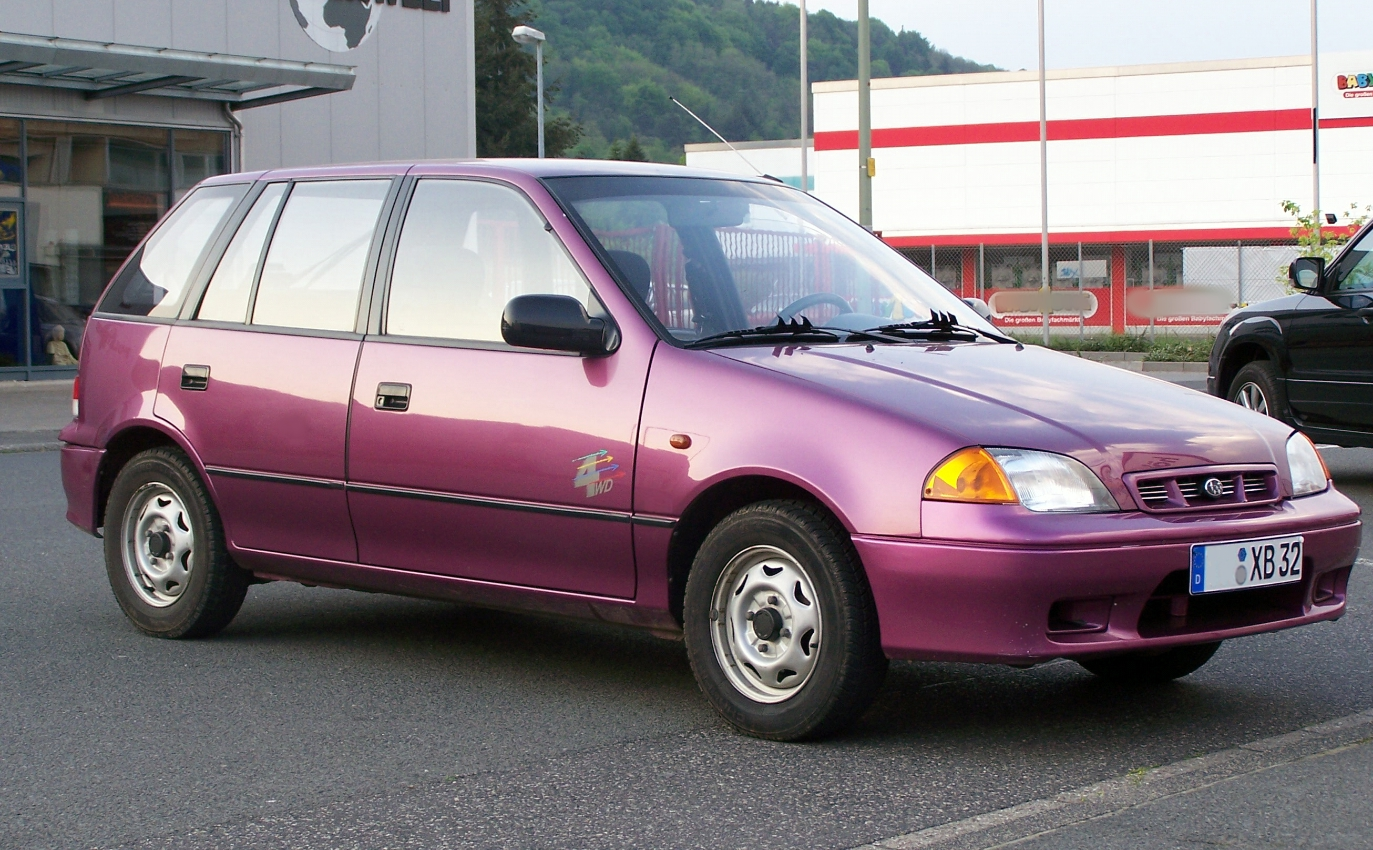
速霸陸Justy
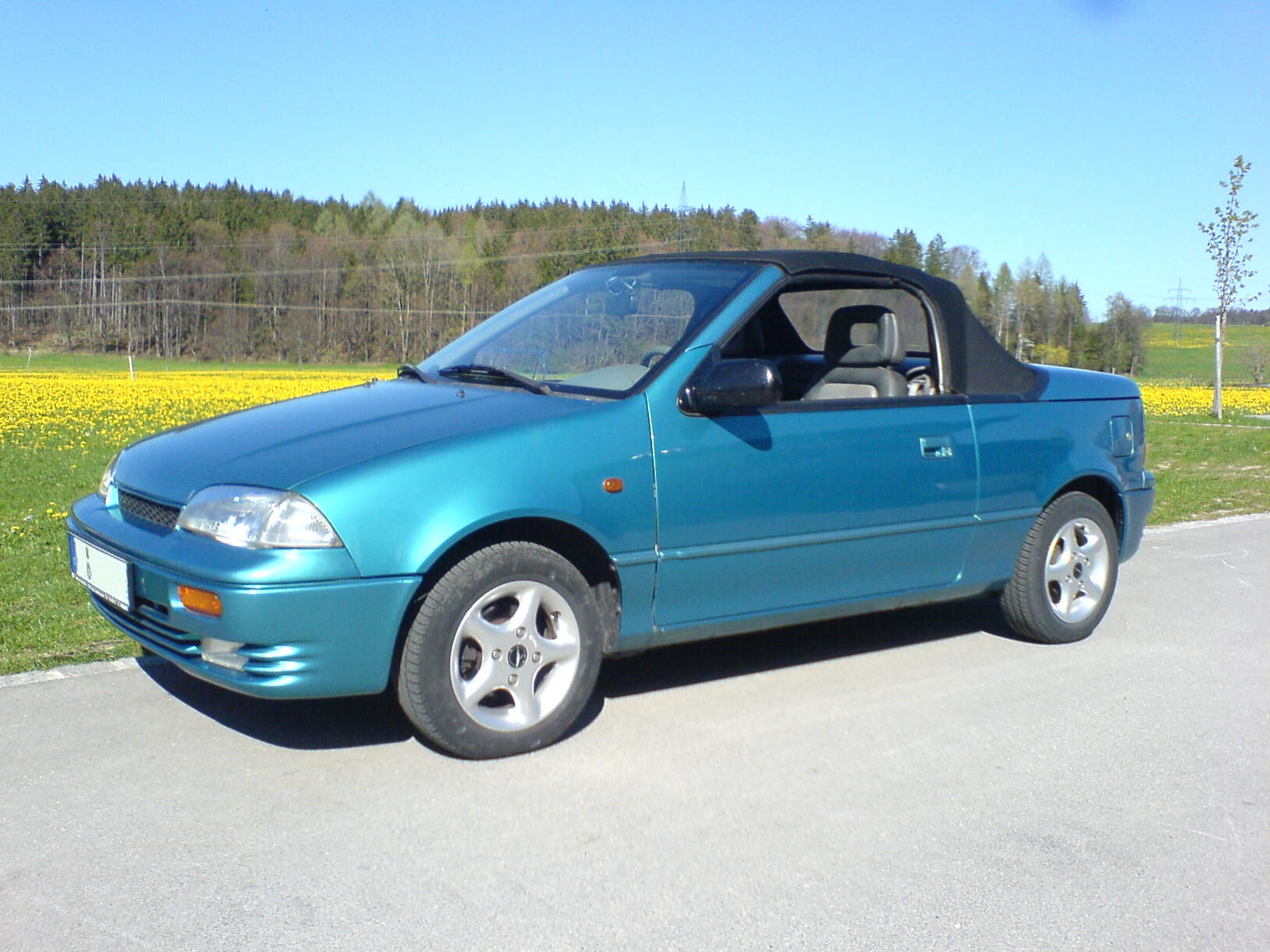
雙門敞篷車車頭

#### 競速賽事
田嶋伸博為了參加美國派克峰國際爬山賽，1988年首度以馬自達Familia GT-A參賽。翌年改以特製的鈴木雙引擎Cultus參戰，後來1991年至1993年也使用此輛車。中空管結構的底盤車架達到輕量化目的，前後則各置一具特別調校的1.6L直列四缸SOHC G16A型渦輪增壓引擎，合計800ps / 92.3kgf·m的最大馬力與扭力，並以電子控制的電磁離合器式中央差速器連接二具引擎。
1989年首度登場時，田嶋伸博慘遭淘汰。二年後再以改良過的Type2參戰，以12分34秒51的成績獲得開放組第3名；1993年則獲得改裝無限制組的第2名。直到1994年，改以鈴木運動單引擎Escudo參加。

#### 馬魯蒂1000/Esteem
1990年 - 10月由鈴木公司與印度國營企業共同出資的馬魯蒂·烏德酉葛公司（馬魯蒂鈴木公司前身）開始於該地生產「馬魯蒂1000」，搭載1.0L直列四缸SOHC F10A型引擎，但以826公斤的車身重量而言則顯得馬力不足。
1994年 - 馬魯蒂·烏德酉葛公司發表馬力更大的「馬魯蒂Esteem」，搭載1.3L直列四缸SOHC G13BA型引擎，在化油器的加持下輸出最大馬力66hp / 6,000rpm。此外，另有一具由法國標緻汽車供應的1.5L直列四缸SOHC TUD5型柴油引擎，以較高的售價供消費者選購。
1999年 - 另推出採16汽門SOHC結構及電子多點燃油噴射系統的1.3L直列四缸SOHC G13BB型引擎，馬力更為強勁，因此在印度賽車界（尤其是拉力越野賽）受到廣泛採用。
2004年 - 受到中國長安鈴木針對鈴木羚羊的小改款之影響，7月Esteem也小改款，主要著重於頭燈、前保險桿、尾翼等處。
2007年 - 11月Esteem正式停產，改由鈴木Swift接手。

##### 競速賽事

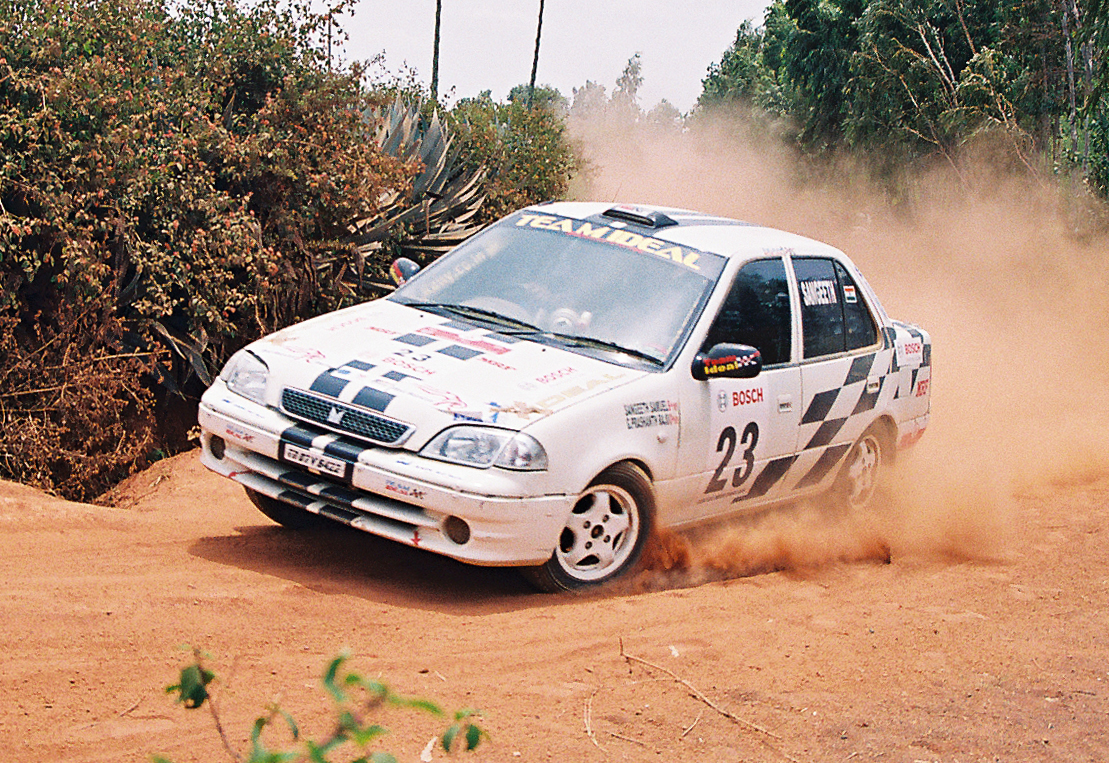
參與印度拉力錦標賽的馬魯蒂Esteem

自1995年起馬魯蒂Esteem便投入印度拉力錦標賽的賽事，許多車隊基於其馬力重量比及低廉的維修成本而採用此車款，直到速度更快的三菱Cedia、本田City、福特Fiesta等車款出現才逐漸被汰用。

### 第三代（1995年-2003年）
主條目：鈴木Esteem

1月日本正式發售Cultus的高級車型「Cultus Crescent」，包括三門掀背車（1.3L、1.5L）、四門轎車（1.5L、1.6L）。由於日規版車名仍保有「Cultus」，故視為大改款的第三代，但是外銷版車名改成「鈴木Esteem」。

## 外部連結
- 新浪汽車：鈴木CULTUS車系與SWIFT車型一起成長 （页面存档备份，存于）